# إفلين إيلفس
إفلين إيلفس (بالإنجليزية: Evelin Ilves) (قبل الزواج إنت، سابقًا إنت-لامبوت؛ وُلِدت ٢٠ أبريل ١٩٦٨ في مدينة تالين) هي الزوجة الثانية لرئيس إستونيا توماس هندريك إيلفس. كانت سيدة إستونيا الأولى من ٩ أكتوبر ٢٠٠٦ وحتى طلاقها في ٣٠ أبريل ٢٠١٥.
كانت إفلين رئيسة الاتحاد الإستوني لرياضة التزلج في الفترة بين ٢٠٠٨ و٢٠١٤.

## النشأة
نشأت إيلفس في تالين وتخرجت من مدرسة ساكو في ١٩٨٦. حصلت على البكالوريوس في الطب من جامعة تارتو عام ١٩٩٣. انضمت إيلفس إلى المنظمة الإستونية النسائية Filiae Patriae.

## الحياة المهنية
عملت إيلفس في مجال العلاقات العامة والإعلان؛ وشغلت منصب مدير تسويق صحيفة Eesti Päevaleht من ١٩٩٦ إلى ٢٠٠١. ثم عملت لدى Enterprise Estonia من ٢٠٠١ إلى ٢٠٠٢ ورأست مشروع التسويق لإستونيا، حيث ابتكرت شعار مرحبا بكم في إستونيا المستخدَم على نطاق واسع.
في ٢٠٠٥، بدأت مشروعًا مهنيًا لإنشاء دار ضيافة في مزرعة إرما في بلدية أبجا باريش. تعود ملكية المزرعة إلى عائلة توماس هندريك إلڤيس منذ القرن الثامن عشر.
بصفتها السيدة الأولى، أيّدت إيلفس عددًا من المبادرات الداعمة للأطفال والصحة وتَقدُّم النساء. كما شاركت في العديد من الزيارات الدولية.

## الحياة الشخصية
تزوجت إفلين شريكها توماس هندريك إيلفس في ٢٠٠٤ بعد علاقة دامت خمس سنوات. أنجب الزوجان ابنة واحدة، كادري كيو (وُلِدَت في ٢٠٠٣). سبق لإفلين الزواج بكارلي لامبوت في الفترة بين ١٩٩٢ و١٩٩٧.
في ٢٢ أغسطس ٢٠١٤، انتشرت صور لإيلفس في الإعلام الإستوني وهي تُقبّل شابًا أصغر منها في مقهى في تالين. علقت إيلفس لاحقًا على هذه الحادثة على صفحتها على فيسبوك، وطلبت السماح من الأطراف المتضررة. بعد يومين، أُعلِن عن مغادرة إيلفس وابنتها إلى ألمانيا. تم التعرف على عشيق إيلفس واسمه فينسنت أرانيجا، ويزعم أنه فرنسي الجنسية.
عادت إيلفس لاحقًا لتأدية واجباتها العامة، وتواجدت في الزيارة الرسمية للرئيس التركي رجب طيب أردوغان وأمراء السويد، الأميرة فيكتوريا والأمير دانيال. كما ظهرت على غلاف عدد نوفمبر من الإصدار الإستوني لمجلة هالو.
انفصلت إفلين عن زوجها توماس هندريك إيلفس في ٣٠ أبريل ٢٠١٥.

## أوسمة الشرف
- بلجيكا: السيدة جراند كروس من وسام التاج.[13]
- لاتيفيا: جراند كروس من وسام النجوم الثلاثة.
- فنلندا: جراند كروس من وسام الوردة البيضاء.
- أسبانيا: السيدة جراند كروس من وسام إيزابيلا الكاثوليكية.[14]
- السويد: عضو جراند كروس من وسام النجم القطبي الملكي.[15][16]
- هولندا: جراند كروس من وسام التاج.

## وصلات خارجية
- Mrs. Evelin Ilves' page on official Website of the President of the Republic of Estonia archived on Archive.org
- Mrs. Evelin Ilves' official Website| ألقاب تشريفية     | ألقاب تشريفية                 | ألقاب تشريفية   |
| ----------------- | ----------------------------- | --------------- |
| سبقه إنغريد روتيل | سيدة إستونيا الأولى 2006-2015 | تبعه إيفا إيلفس |